# Morton, Newark and Sherwood
Morton är en by i civil parish Fiskerton cum Morton, i distriktet Newark and Sherwood, i grevskapet Nottinghamshire i England. Byn är belägen 8 km från Newark-on-Trent. Morton var en civil parish fram till 1884 när blev den en del av Fiskerton cum Morton. Civil parish hade 109 invånare år 1881. Byn nämndes i Domedagsboken (Domesday Book) år 1086, och kallades då Mortun(e).